# 미야케 세쓰레이
미야케 세쓰레이(일본어: 三宅雪嶺, 1860-1945)는 일본의 철학자, 국수주의자, 평론가이다. 가가국 가나자와 출생. 본명은 유지로(雄二郎). 사위는 중의원 의원을 거친 나카노 세이고.
가가번 가로 혼다 마사치카의 유의(儒医) 미야케 히사시(三宅恒)의 아들로 태어났다. 가이세이 학교를 거쳐 제국대학 철학과를 졸업했다.
고토 쇼지로의 대동 단결 운동 과 조약 개정 반대 운동 등 자유 민권 운동에 관여한다. 1888년 시가 시게타카, 스기우라 주고 등과 정교사(政教社)를 설립하고 국수주의적 입장 설파를 위해 잡지 일본인을 창간했다.
하야시 내각에서 문부대신 입각요청이 있었으나 거절했다. 1937년 제국 예술원 회원, 1943년 문화 훈장을 받았다. 수상.

## 같이 보기
- 이와나미 시게오
- 구가 가쓰난
- 오카쿠라 덴신